# Carmen Pellegrino
Carmen Pellegrino, née en 1977 à Polla dans la Province de Salerne, est une écrivaine et historienne italienne.

## Biographie
Carmen Pellegrino est connue pour son intérêt pour les lieux abandonnés (parcs, jardins, édifices, villages, etc.). Ce genre de chercheur est désigné en italien par un néologisme entré dans l'Encyclopédie Treccani en 2014 , l'abandonologie:  abbandonologo/a (abandonologue).
Au début de sa carrière, elle s'est intéressée aux questions sociales et politiques. 
Son premier livre concerne les révoltes étudiantes à Naples entre 1967 et 1969 ('68 napoletano. Lotte studentesche e conflitti sociali tra conservatorismo e utopie), suivi d'un article  publié dans une anthologie sur le monde du travail: Qui si chiama fatica: storie, racconti e reportage dal mondo del lavoro. Pellegrino a été éditrice d'un recueil de textes sur la condition féminine (Non è un paese per donne: racconti di straordinaria normalità), dans lequel se trouve son essai sur Matilde Sorrentino. 
Ses articles et essais sont également parus dans les anthologies Strozzateci tutti en 2010 (recueil de textes en réponse à une déclaration de Berlusconi sur la mafia) et Novantadue en 2012 (recueil de textes sur les conséquences des assassinats en 1992 des juges antimafia Giovanni Falcone et Paolo Borsellino).
En 2015, elle publié son premier roman Cade la terra  pour lequel elle a reçu le Prix Rapallo-Carige dans la catégorie première œuvre, et a été finaliste du Prix Campiello. Ce roman, centré sur un bourg détruit par les glissements de terrain et abandonné, dans lequel l'écrivaine donne voix aux vaincus de ce village, est le résultat littéraire de l'intérêt de Pellegrino pour l'abandonologie.
Avec son deuxième roman Se mi tornassi questa sera accanto publié en 2017, elle a obtenu le prix de la 32ème édition du Prix Dessì (it). Le roman se penche sur les rapports entre une fille éloignée et son père, et sur les désillusions de cet homme attaché à la terre des Apennins, dont l'idéal politique de justice sociale ne semble plus réalisable.
Le titre du premier roman est un vers du poème Herbsttag (Jour d'automne) de Rainer Maria Rilke. Le titre du second roman est le premier vers d'une poésie d'Alfonso Gatto, A mio padre (À mon père).

## Œuvres

### Essai
- '68 napoletano. Lotte studentesche e conflitti sociali tra conservatorismo e utopie, Tissi, Angelica, 2008  (ISBN 978-88-7896-016-9)

### Anthologies
- Strozzateci tutti, 2010; ed. Aliberti
- Qui si chiama fatica: storie, racconti e reportage dal mondo del lavoro, Napoli, L'ancora del Mediterraneo, 2010  (ISBN 978-88-8325-268-6)
- Non è un paese per donne: racconti di straordinaria normalità, Milano, Mondadori, 2011  (ISBN 978-88-04-61288-9)
- Novantadue. L’anno che cambiò l’Italia, 2012, Roma, Castelvecchi, 2012

### Romans
- Cade la terra, Milano, Giunti, 2015  (ISBN 978-88-09-79254-8)
- Se mi tornassi questa sera accanto, Milano, Giunti, 2017  (ISBN 978-88-09-81601-5)
- La felicità degli altri, Milano, La nave di Teseo, 2021  (ISBN 88-346-0518-7)
- Dove la luce, Milano, La nave di Teseo, 2024,  (ISBN 978-88-346-1714-4)[10]